# Letenmann
Letenmann ist ein Wohnplatz in der Stadt Ochsenhausen im Landkreis Biberach in Baden-Württemberg.

## Lage
Der Hof Letenmann liegt etwa einen Kilometer nördlich von Mittelbuch. Er ist über eine Stichstraße zur Verbindungsstraße zwischen Mittelbuch und Ringschnait (Stadt Biberach an der Riß) erschlossen.

## Geschichte
Letenmann war ein Ortsteil der Gemeinde Mittelbuch. Mit ihrer Auflösung am 1. Januar 1975 kam der Ort zu Ochsenhausen. 